# Sernyky (Lwiw)
Sernyky (ukrainisch Серники, bis 2018 Sirnyky; russisch Серники, polnisch Sarniki) ist ein Dorf in der westukrainischen Oblast Lwiw mit etwa 450 Einwohnern.

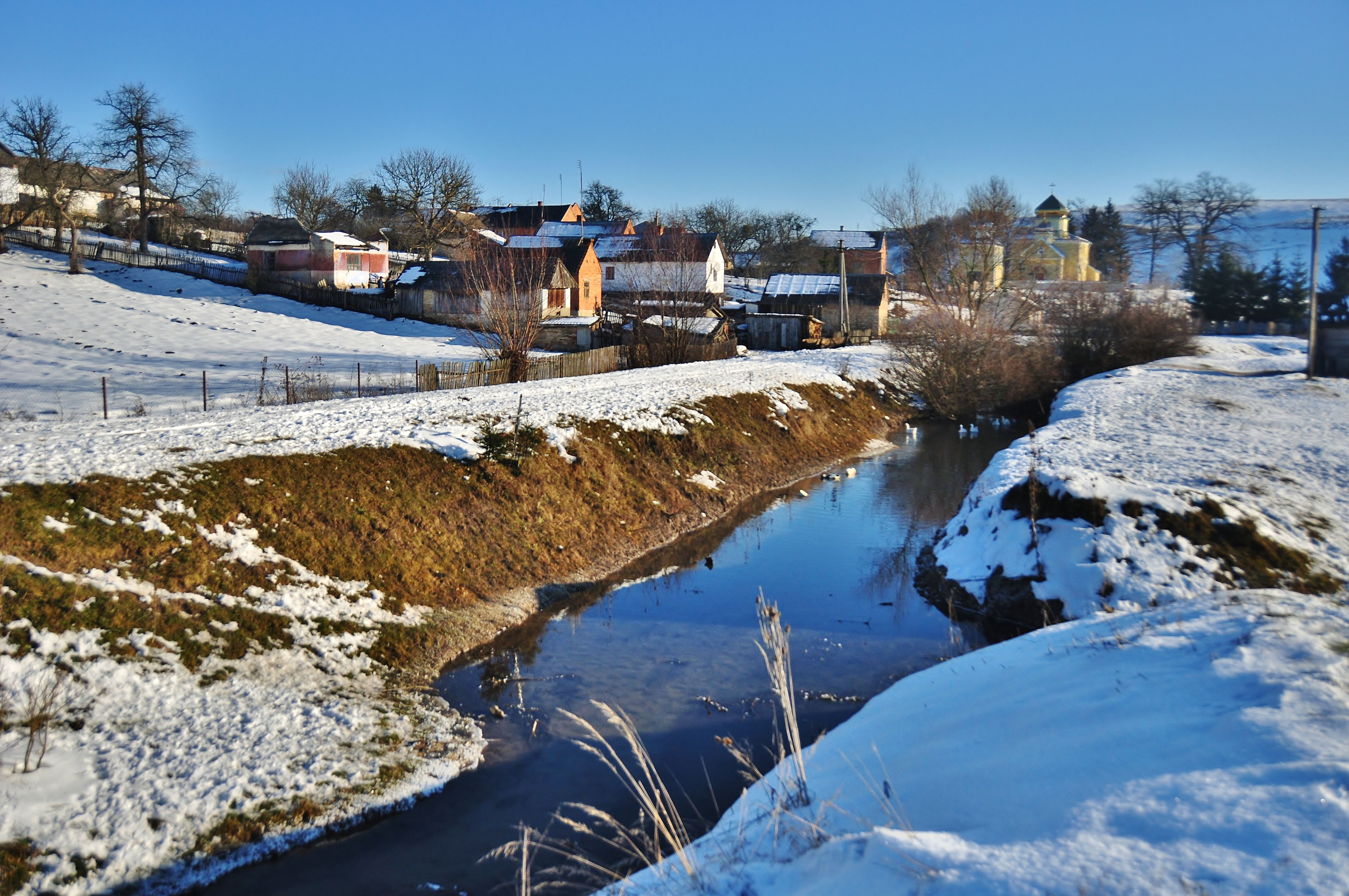
Blick auf das Dorf

Am 12. Juni 2020 wurde das Dorf ein Teil neu gegründeten Stadtgemeinde Bibrka im Rajon Lwiw; bis dahin gehörte es zusammen mit den Dörfern Blahodatiwka, Hontschariw (Гончарів) und Ljubeschka (Любешка) zur Landratsgemeinde Lany (Ланівська сільська рада/Laniwska silska rada) im Rajon Peremyschljany.

## Geschichte
Der Ort wurde im Jahre 1441 als [Mycz de] Sarniky und später als Sarnky (1515), Sarnki (1578) und Sarniki (1765) urkundlich erwähnt. Der Name ist von Rehen (ukrainisch Сарна, polnisch sarna) abgeleitet, möglicherweise als ein Dienstsiedlungsname.
Er gehörte zunächst zum Lemberger Land in der Woiwodschaft Ruthenien der Adelsrepublik Polen-Litauen. Bei der Ersten Teilung Polens kam das Dorf 1772 zum neuen Königreich Galizien und Lodomerien des habsburgischen Kaiserreichs (ab 1804).
Im Jahre 1786 wurden im Zuge der Josephinischen Kolonisation auf dem westlichen Grund des Dorfes deutsche Kolonisten katholischer Konfession angesiedelt. Die Kolonie wurde Rehfeld genannt und wurde eine unabhängige Gemeinde. Nicht weit von Rehfeld wurde auch die deutsch-katholische Kolonie Mühlbach im gleichen Jahr gegründet sowie später auch Ernsdorf.
Im Jahre 1900 hatte die Gemeinde Sarniki 91 Häuser mit 623 Einwohnern, davon waren 595 ruthenischsprachig, 22 polnischsprachig, 6 deutschsprachig, 572 griechisch-katholisch, 39 römisch-katholisch, 12 Juden, In der Gemeinde Rehfeld gab es 20 Häuser mit 131 Einwohnern, davon 93 deutschsprachig, 27 ruthenischsprachig, 11 polnischsprachig, 100 römisch-katholisch, 26 griechisch-katholisch, 5 Juden.
Nach dem Ende des Polnisch-Ukrainischen Kriegs 1919 kamen beide Gemeinden zu Polen. Im Jahre 1921 hatte Sarniki 111 Häuser mit 667 Einwohnern, davon 618 Ruthenen, 49 Polen, 638 griechisch-katholisch, 23 römisch-katholisch, 6 Juden (Religion). In Rehfeld gab es 23 Häuser mit 147 Einwohnern, davon 126 Polen, 21 Ruthenen, 115 römisch-katholisch, 24 griechisch-katholisch, 8 Juden (Religion).
Im Zweiten Weltkrieg gehörte der Ort zuerst zur Sowjetunion und ab 1941 zum Generalgouvernement, ab 1945 wieder zur Sowjetunion, heute zur Ukraine.